# ريبيكا براون
ريبيكا براون (بالإنجليزية: Rebecca Brown)‏ (21 مايو 1948)؛ كاتِبة وروائية أمريكية.